# Frossasco
Frossasco (piemontesisch Frossasch, okzitanisch Frousasch) ist eine Gemeinde in der italienischen Metropolitanstadt Turin (TO), Region Piemont.

## Lage und Einwohner
Frossasco liegt rund 40 km südwestlich von Turin entfernt. Das Gemeindegebiet umfasst eine Fläche von 20 km² und hat 2836 Einwohner (Stand 31. Dezember 2023).
Die Nachbargemeinden sind Cumiana, Pinasca, Pinerolo, Pinerolo, Cantalupa, Roletto und Piscina.

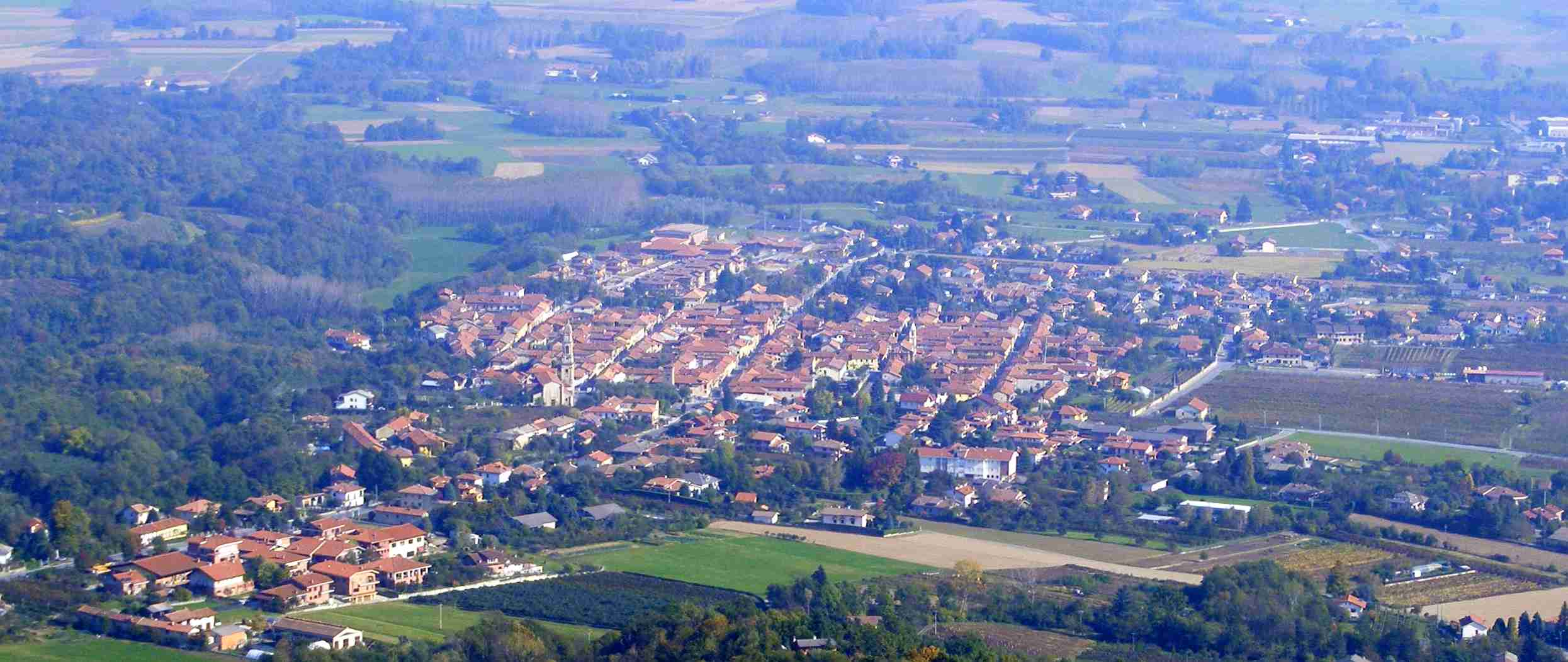
Panorama

## Geschichte

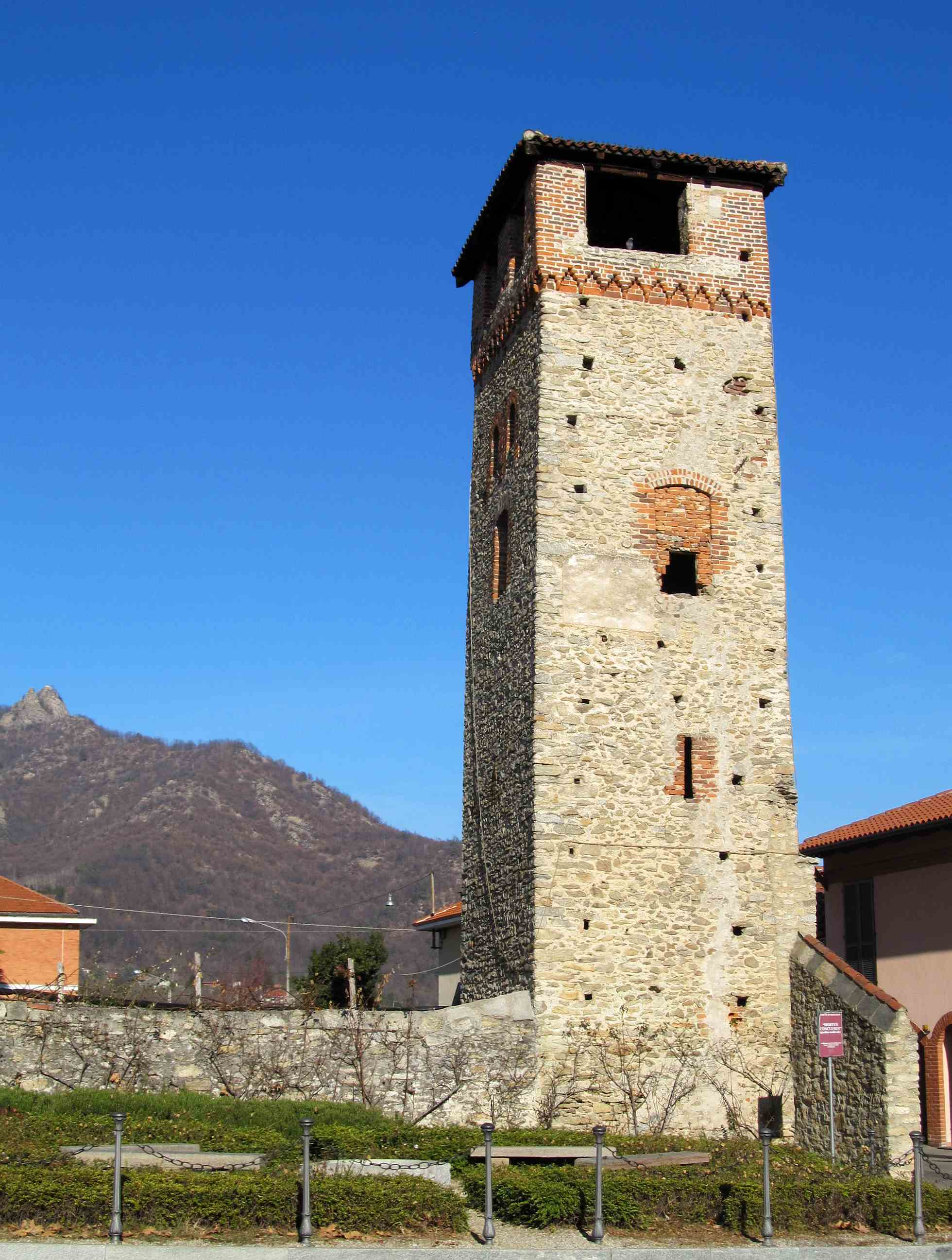
Turm aus dem Mittelalter

Frossasco ist mittelalterlichen Ursprungs und wurde auf einem römischen Lager aufgebaut. Tatsächlich wurden römische Schwerter und Münzen gefunden. Frossasco, ein Lehen der Abtei von Novalesa, wurde 1064 von der Marquise Adelaide von Susa dem Kloster Santa Maria di Pinerolo geschenkt.
Das Dorf war von 1536 bis 1539 von den Franzosen besetzt. Nach der Rückkehr in die Hände der Savoyer wurde es 1561 an die Provana-Grafen von Leynì abgetreten. Von 1593 bis 1595 wurde Frossasco erneut von den Franzosen besetzt, bis es zunächst als Gemeinde Savoyens und dann Italiens konsolidiert wurde.

## Gemeindepartnerschaften
- Saint-Jean-de-Moirans, Frankreich
- Piamonte, Argentinien